# Membri della Lok Sabha della XV legislatura
Elenco dei membri della XV Lok Sabha ordinati per stato o territorio, in vigore dal 16 maggio 2009.
La grafia dei nomi è quella riportata dalla Commissione Elettorale dell'India.

## Ufficio di Presidenza
| Nome            | Carica              | Durata             |
| --------------- | ------------------- | ------------------ |
| Meira Kumar     | Presidente          | Dal 18 maggio 2009 |
| Kariya Munda    | Vicepresidente      | Dal 18 maggio 2009 |
| P. D. T. Achary | Segretario Generale | Dal 18 maggio 2009 |

## Andamane e Nicobare
| Nome            | Partito | Circoscrizione elettorale |
| --------------- | ------- | ------------------------- |
| Bishnu Pada Ray | BJP     | Andaman & Nicobar Islands |

## Andhra Pradesh
| Nome                                         | Partito | Circoscrizione elettorale |
| -------------------------------------------- | ------- | ------------------------- |
| Ramesh Rathod                                | TD      | Adilabad                  |
| Gaddam Vivekanand                            | INC     | Peddapalle                |
| Prabhakar Ponnam                             | INC     | Karimnagar                |
| Madhu Goud Yaskhi                            | INC     | Nizamabad                 |
| Suresh Kumar Shetkar                         | INC     | Zahirabad                 |
| M. Vijaya Shanthi                            | TRS     | Medak                     |
| Sathyanarayana Sarvey                        | INC     | Malkajgiri                |
| Anjan Kumar Yadav M.                         | INC     | Secundrabad               |
| Asaduddin Owaisi                             | AIMIM   | Hyderabad                 |
| Jaipal Sudini Reddy                          | INC     | Chelvella                 |
| Kalva Kuntla Chandrasekhar Rao               | TRS     | Mahbubnagar               |
| Manda Jagannath                              | INC     | Nagarkurnool              |
| Sukender Reddy Gutha                         | INC     | Nalgonda                  |
| Komatireddy Raj Gopal Reddy                  | INC     | Bhongir                   |
| Rajaiah Siricilla                            | INC     | Warangal                  |
| P. Balram                                    | INC     | Mahabubabad               |
| Nama Nageswara Rao                           | TD      | Khammam                   |
| Vyricherla Kishore Chandra Suryanarayana Deo | INC     | Aruku                     |
| Killi Krupa Rani                             | INC     | Srikakulam                |
| Jhansi Botcha Lakshmi                        | INC     | Vizianagaram              |
| Daggubati Purandeswari                       | INC     | Visakhapatnam             |
| Sabbam Hari                                  | INC     | Anakapalli                |
| Mallipudi Mangapati Pallamraju               | INC     | Kakinada                  |
| G. V. Harsha Kumar                           | INC     | Amalapuram                |
| Aruna Kumar Vundavalli                       | INC     | Rajahmundry               |
| Kanumuru Bapiraju                            | INC     | Narsapuram                |
| Kavuri Sambasiva Rao                         | INC     | Eluru                     |
| Konakalla Narayana Rao                       | TD      | Machilipatnam             |
| Raja Gopal Lagadapati                        | INC     | Vijayawada                |
| Rayapati Sambasiva Rao                       | INC     | Guntur                    |
| Modugula Venugopala Reddy                    | TD      | Narasaraopet              |
| Lakshmi Panabaka                             | INC     | Bapatla                   |
| Magunta Srinivasulu Reddy                    | INC     | Ongole                    |
| S. P. Y. Reddy                               | INC     | Nandyal                   |
| Kotla Jaya Surya Prakash Reddy               | INC     | Kurnool                   |
| Anantha Venkata Rami Reddy                   | INC     | Anantapur                 |
| Kristappa Nimmala                            | TD      | Hindupur                  |
| Y. S. Jagan Mohan Reddy                      | INC     | Kadapa                    |
| Mekapati Rajamohan Reddy                     | INC     | Nellore                   |
| Chinta Mohan                                 | INC     | Tirupati                  |
| Sai Prathap Annayyagari                      | INC     | Rajampet                  |
| Naramalli Sivaprasad                         | TD      | Chittoor                  |

## Arunachal Pradesh
| Nome         | Partito | Circoscrizione elettorale |
| ------------ | ------- | ------------------------- |
| Takam Sanjoy | INC     | Arunachal West            |
| Ninong Ering | INC     | Arunachal East            |

## Assam
| Nome                           | Partito | Circoscrizione elettorale |
| ------------------------------ | ------- | ------------------------- |
| Lalit Mohan Suklabaidya        | INC     | Karimganj                 |
| Kabindra Purkayastha           | BJP     | Silchar                   |
| Biren Singh Engti              | INC     | Autonomous District       |
| Badruddin Ajmal                | AUDF    | Dhubri                    |
| Sansuma Khunggur Bwiswmuthiary | BPF     | Kokrajhar                 |
| Ismail Hussain                 | INC     | Barpeta                   |
| Bijoya Chakravarty             | BJP     | Gauhati                   |
| Ramen Deka                     | BJP     | Mangaldoi                 |
| Joseph Toppo                   | AGP     | Tezpur                    |
| Rajen Gohain                   | BJP     | Nowgong                   |
| Dip Gogoi                      | INC     | Kaliabor                  |
| Bijoy Krishna Handique         | INC     | Jorhat                    |
| Paban Singh Ghatowar           | INC     | Dibrugarh                 |
| Ranee Narah                    | INC     | Lakhimpur                 |

## Bengala Occidentale
| Nome                                      | Partito      | Circoscrizione elettorale |
| ----------------------------------------- | ------------ | ------------------------- |
| Nripendra Nath Roy                        | AIFB         | Cooch Behar               |
| Manohar Tirkey                            | RSP          | Alipurduars               |
| Mahendra Kumar Roy                        | CPI(M)       | Jalpaiguri                |
| Jaswant Singh                             | BJP          | Darjeeling                |
| Deepa Dasmunsi                            | INC          | Raiganj                   |
| Prasanta Kumar Majumdar                   | RSP          | Balurghat                 |
| Mausam Noor                               | INC          | Maldaha Uttar             |
| Abu Hasem Khan Choudhury                  | INC          | Maldaha Dakshin           |
| Pranab Mukherjee (capo della maggioranza) | INC          | Jangipur                  |
| Adhir Ranjan Chowdhury                    | INC          | Baharampur                |
| Abdul Mannan Hossain                      | INC          | Murshidabad               |
| Tapas Paul                                | AITC         | Krishnanagar              |
| Sucharu Ranjan Haldar                     | AITC         | Ranaghat                  |
| Gobinda Chandra Naskar                    | AITC         | Bangaon                   |
| Dinesh Trivedi                            | AITC         | Barrackpore               |
| Saugata Ray                               | AITC         | Dum Dum                   |
| Kakali Ghosh Dastidar                     | AITC         | Barasat                   |
| Sk. Nurul Islam                           | AITC         | Basirhat                  |
| Tarun Mondal                              | Indipendente | Joynagar                  |
| Choudhury Mohan Jatua                     | AITC         | Mathurapur                |
| Somendra Nath Mitra                       | AITC         | Diamond Harbour           |
| Kabir Suman                               | AITC         | Jadavpur                  |
| Mamata Banerjee                           | AITC         | Kolkata Dakshin           |
| Sudip Bandyopadhyay                       | AITC         | Kolkata Uttar             |
| Ambica Banerjee                           | AITC         | Howrah                    |
| Sultan Ahmed                              | AITC         | Uluberia                  |
| Kalyan Banerjee                           | AITC         | Srerampur                 |
| Ratna De                                  | AITC         | Hooghly                   |
| Malik Sakti Mohan                         | CPI(M)       | Arambagh                  |
| Adhikari Suvendu                          | AITC         | Tamluk                    |
| Adhikari Sisir Kumar                      | AITC         | Kanthi                    |
| Gurudas Dasgupta                          | CPI          | Ghatal                    |
| Pulin Bihari Baske                        | CPI(M)       | Jhargram                  |
| Prabodh Panda                             | CPI          | Medinipur                 |
| Narahari Mahato                           | AIFB         | Purulia                   |
| Basudeb Acharia                           | CPI(M)       | Bankura                   |
| Susmita Bauri                             | CPI(M)       | Bishnupur                 |
| Anup Kumar Saha                           | CPI(M)       | Bardhaman Purba           |
| Sk. Saidul Haque                          | CPI(M)       | Burdwan-Durgapur          |
| Bansa Gopal Chowdhury                     | CPI(M)       | Asansol                   |
| Ram Chandra Dome                          | CPI(M)       | Bolpur                    |
| Satabdi Roy                               | AITC         | Birbhum                   |

## Bihar
| Nome                      | Partito      | Circoscrizione elettorale |
| ------------------------- | ------------ | ------------------------- |
| Baidyanath Prasad Mahto   | JD(U)        | Valmiki Nagar             |
| Sanjay Jaiswal            | BJP          | Paschim Champaran         |
| Radha Mohan Singh         | BJP          | Purvi Champaran           |
| Rama Devi                 | BJP          | Sheohar                   |
| Arjun Roy                 | JD(U)        | Sitamarhi                 |
| Hukmadeo Narayan Yadav    | BJP          | Madhubani                 |
| Mangani Lal Mandal        | JD(U)        | Jhanjharpur               |
| Vishwa Mohan Kumar        | JD(U)        | Supaul                    |
| Pradeep Kumar Singh       | BJP          | Araria                    |
| Mohammad Asrarul Haque    | INC          | Kishanganj                |
| Nikhil Kumar Choudhary    | BJP          | Katihar                   |
| Uday Singh                | BJP          | Purnia                    |
| Sharad Yadav              | JD(U)        | Madhepura                 |
| Kirti Azad                | BJP          | Darbhanga                 |
| Jai Narayan Prasad Nishad | RJD          | Muzaffarpur               |
| Raghuvansh Prasad Singh   | RJD          | Vaishali                  |
| Purnmasi Ram              | JD(U)        | Gopalganj                 |
| Om Prakash Yadav          | Indipendente | Siwan                     |
| Uma Shanaker Singh        | RJD          | Maharajganj               |
| Lalu Prasad               | RJD          | Saran                     |
| Ram Sundar Das            | JD(U)        | Hajipur                   |
| Aswamedh Devi             | JD(U)        | Ujiarpur                  |
| Maheshwar Hazari          | JD(U)        | Samastipur                |
| Monazir Hassan            | JD(U)        | Begusarai                 |
| Dinesh Chandra Yadav      | JD(U)        | Khagaria                  |
| Syed Shahnawaz Hussain    | BJP          | Bhagalpur                 |
| Digvijay Singh            | Indipendente | Banka                     |
| Rajiv Ranjan Singh        | JD(U)        | Munger                    |
| Kaushalendra Kumar        | JD(U)        | Nalanda                   |
| Shatrughan Sinha          | BJP          | Patna                     |
| Ranjan Prasad Yadav       | JD(U)        | Pataliputra               |
| Meena Singh               | JD(U)        | Arrah                     |
| Jagada Nand Singh         | RJD          | Buxar                     |
| Meira Kumar               | INC          | Sasaram                   |
| Mahabali Singh            | JD(U)        | Karakat                   |
| Jagdish Sharma            | JD(U)        | Jahanabad                 |
| Sushil Kumar Singh        | JD(U)        | Aurangabad                |
| Hari Manjhi               | BJP          | Gaya                      |
| Bhola Singh               | BJP          | Nawada                    |
| Bhudeo Choudhary          | JD(U)        | Jamui                     |

## Chandigarh
| Nome               | Partito | Circoscrizione elettorale |
| ------------------ | ------- | ------------------------- |
| Pawan Kumar Bansal | INC     | Chandigarh                |

## Chhattisgarh
| Nome              | Partito | Circoscrizione elettorale |
| ----------------- | ------- | ------------------------- |
| Murarilal Singh   | BJP     | Sarguja                   |
| Vishnu Deo Sai    | BJP     | Raigarh                   |
| Kamla Devi Patle  | BJP     | Janjgir-Champa            |
| Charan Das Mahant | INC     | Korba                     |
| Dilip Singh Judev | BJP     | Bilaspur                  |
| Madhusudan Yadav  | BJP     | Rajnandgaon               |
| Saroj Pandey      | BJP     | Durg                      |
| Ramesh Bais       | BJP     | Raipur                    |
| Chandulal Sahu    | BJP     | Mahasamund                |
| Baliram Kashyap   | BJP     | Bastar                    |
| Sohan Potai       | BJP     | Kanker                    |

## Dadra e Nagar Haveli
| Nome                     | Partito | Circoscrizione elettorale |
| ------------------------ | ------- | ------------------------- |
| Natubhai Gomanbhai Patel | BJP     | Dadar & Nagar Haveli      |

## Daman e Diu
| Nome           | Partito | Circoscrizione elettorale |
| -------------- | ------- | ------------------------- |
| Lalubhai Patel | BJP     | Daman & Diu               |

## Delhi
| Nome                | Partito | Circoscrizione elettorale |
| ------------------- | ------- | ------------------------- |
| Kapil Sibal         | INC     | Chandni Chowk             |
| Jai Prakash Agarwal | INC     | North East Delhi          |
| Sandeep Dikshit     | INC     | East Delhi                |
| Ajay Makan          | INC     | New Delhi                 |
| Krishna Tirath      | INC     | North West Delhi          |
| Mahabal Mishra      | INC     | West Delhi                |
| Ramesh Kumar        | INC     | South Delhi               |

## Goa
| Nome                             | Partito | Circoscrizione elettorale |
| -------------------------------- | ------- | ------------------------- |
| Shripad Yesso Naik               | BJP     | North Goa                 |
| Cosme Francisco Caitano Sardinha | INC     | South Goa                 |

## Gujarat
| Nome                                       | Partito | Circoscrizione elettorale |
| ------------------------------------------ | ------- | ------------------------- |
| Jat Poonamben Veljibhai                    | BJP     | Kachchh                   |
| Gadhvi Mukeshkumar Bheiravdanji            | INC     | Banaskantha               |
| Jagdish Thakor                             | INC     | Patan                     |
| Jayshreeben Kanubhai Patel                 | BJP     | Mahesana                  |
| Mahendrasinh Chauhan                       | BJP     | Sabarkantha               |
| Lal Krishna Advani (capo dell'opposizione) | BJP     | Gandhinagar               |
| Harin Pathak                               | BJP     | Ahmedabad East            |
| Kiritbhai Premajibhai Solanki              | BJP     | Ahmedabad West            |
| Somabhai Gandalal Koli Patel               | INC     | Surendranagar             |
| Kuvarjibhai Mohanbhai Bavalia              | INC     | Rajkot                    |
| Radadiya Vitthalbhai Hansrajbhai           | INC     | Porbandar                 |
| Ahir Vikrambhai Arjanbhai Madam            | INC     | Jamnagar                  |
| Solanki Dinubhai Boghabhai                 | BJP     | Junagadh                  |
| Kachhadia Naranbhai                        | BJP     | Amreli                    |
| Rajendrasinh Ghanshyamsinh Rana            | BJP     | Bhavnagar                 |
| Bharatbhai Madhavsinh Solanki              | INC     | Anand                     |
| Dinsha Patel                               | INC     | Kheda                     |
| Prabhatsinh Pratapsinh Chauhan             | BJP     | Panchmahal                |
| Prabha Kishor Taviad                       | INC     | Dahod                     |
| Balkrishna Khanderao Shukla                | BJP     | Vadodara                  |
| Ramsingbhai Patalbhai Rathwa               | BJP     | Chhota Udaipur            |
| Mansukhbhai Dhanjibhai Vasava              | BJP     | Bharuch                   |
| Tusharbhai Amrasinhbhai Chaudhari          | INC     | Bardoli                   |
| Darshana Vikram Jardosh                    | BJP     | Surat                     |
| C. R. Patil                                | BJP     | Navsari                   |
| Kishanbhai Vestabhai Patel                 | INC     | Valsad                    |

## Haryana
| Nome                | Partito | Circoscrizione elettorale |
| ------------------- | ------- | ------------------------- |
| Selja               | INC     | Ambala                    |
| Naveen Jindal       | INC     | Kurukshetra               |
| Ashok Tanwar        | INC     | Sirsa                     |
| Bhajan Lal          | HJC     | Hisar                     |
| Arvind Kumar Sharma | INC     | Karnal                    |
| Jitender Singh      | INC     | Sonipat                   |
| Deepender Singh     | INC     | Rohtak                    |
| Shruti Choudhry     | INC     | Bhiwani-Mahendragarh      |
| Inderjit Singh      | INC     | Gurgaon                   |
| Avtar Singh Bhadana | INC     | Faridabad                 |

## Himachal Pradesh
| Nome                | Partito | Circoscrizione elettorale |
| ------------------- | ------- | ------------------------- |
| Rajan Sushant       | BJP     | Kangra                    |
| Virbhadra Singh     | INC     | Mandi                     |
| Anurag Singh Thakur | BJP     | Hamirpur                  |
| Virender Kashyap    | BJP     | Shimla                    |

## Jammu e Kashmir
| Nome                  | Partito      | Circoscrizione elettorale |
| --------------------- | ------------ | ------------------------- |
| Sharief Ud Din Shariq | JKNC         | Baramulla                 |
| Farooq Abdullah       | JKNC         | Srinagar                  |
| Mirza Mehboob Beg     | JKNC         | Anantnag                  |
| Hassan Khan           | Indipendente | Ladakh                    |
| Chaudhary Lal Singh   | INC          | Udhampur                  |
| Madan Lal Sharma      | INC          | Jammu                     |

## Jharkhand
| Nome                 | Partito      | Circoscrizione elettorale |
| -------------------- | ------------ | ------------------------- |
| Devidhan Besra       | BJP          | Rajmahal                  |
| Shibu Soren          | JMM          | Dumka                     |
| Nishikant Dubey      | BJP          | Godda                     |
| Inder Singh Namdhari | Indipendente | Chatra                    |
| Babulal Marandi      | JVM(P)       | Kodarma                   |
| Ravindra Kumar       | BJP          | Giridih                   |
| Pashupati Nath Singh | BJP          | Dhanbad                   |
| Subodh Kant Sahay    | INC          | Ranchi                    |
| Arjun Munda          | BJP          | Jamshedpur                |
| Madhu Kora           | Indipendente | Singhbhum                 |
| Karia Munda          | BJP          | Khunti                    |
| Sudarshan Bhagat     | BJP          | Lohardaga                 |
| Kameshwar Baitha     | JMM          | Palamau                   |
| Yashwant Sinha       | BJP          | Hazaribagh                |

## Karnataka
| Nome                              | Partito | Circoscrizione elettorale |
| --------------------------------- | ------- | ------------------------- |
| Katti Ramesh Vishwanath           | BJP     | Chikkodi                  |
| Suresh Channabasappa Angadi       | BJP     | Belgaum                   |
| P. C. Gaddigoudar                 | BJP     | Bagalkot                  |
| Ramesh Chandappa Jigajinagi       | BJP     | Bijapur                   |
| Mallikarjun Kharge                | INC     | Gulbarga                  |
| S. Pakkirappa                     | BJP     | Raichur                   |
| N. Dharam Singh                   | INC     | Bidar                     |
| Shivaramagouda Shivanagouda       | BJP     | Koppal                    |
| J. Shantha                        | BJP     | Bellary                   |
| Udasi Shivkumar Chanabasappa      | BJP     | Haveri                    |
| Pralhad Joshi                     | BJP     | Dharwad                   |
| Anantkumar Hegde                  | BJP     | Uttara Kannada            |
| Gowdar Mallikarjunappa Siddeswara | BJP     | Davanagere                |
| B. Y. Raghavendra                 | BJP     | Shimoga                   |
| D. V. Sadananda Gowda             | BJP     | Udupi Chikmagalur         |
| H. D. Devegowda                   | JD(S)   | Hassan                    |
| Nalin Kumar Kateel                | BJP     | Dakshina Kannada          |
| Janardhana Swamy                  | BJP     | Chitradurga               |
| Gangasandra Siddappa Basavaraj    | BJP     | Tumkur                    |
| N. Cheluvaraya Swamy              | JD(S)   | Mandya                    |
| Adagur H. Vishwanath              | INC     | Mysore                    |
| R. Dhruvanarayana                 | INC     | Chamarajanagar            |
| H. D. Kumaraswamy                 | JD(S)   | Bangalore Rural           |
| D. B. Chandre Gowda               | BJP     | Bangalore North           |
| P. C. Mohan                       | BJP     | Bangalore Central         |
| Ananth Kumar                      | BJP     | Bangalore South           |
| M. Veerappa Moily                 | INC     | Chikkballapur             |
| K. H. Muniyappa                   | INC     | Kolar                     |

## Kerala
| Nome                      | Partito | Circoscrizione elettorale |
| ------------------------- | ------- | ------------------------- |
| P. Karunakaran            | CPI(M)  | Kasaragod                 |
| K. Sudhakaran             | INC     | Kannur                    |
| Ramachandran Mullappally  | INC     | Vadakara                  |
| M. I. Shanavas            | INC     | Wayanad                   |
| M. K. Raghavan            | INC     | Kozhikode                 |
| E. Ahamed                 | MLKSC   | Malappuram                |
| E. T. Muhammed Basheer    | MLKSC   | Ponnani                   |
| M. B. Rajesh              | CPI(M)  | Palakkad                  |
| P. K Biju                 | CPI(M)  | Alathur                   |
| P. C. Chacko              | INC     | Thrissur                  |
| K. P. Dhanapalan          | INC     | Chalakudy                 |
| K. V. Thomas              | INC     | Ernakulam                 |
| P. T. Thomas              | INC     | Idukki                    |
| Jose K. Mani              | KC(M)   | Kottayam                  |
| K. C. Venugopal           | INC     | Alappuzha                 |
| Suresh Kodikkunnil        | INC     | Mavelikkara               |
| Anto Punnathaniyil Antony | INC     | Pathanamthitta            |
| N. Peethambarakurup       | INC     | Kollam                    |
| Anirudhan Sampath         | CPI(M)  | Attingal                  |
| Shashi Tharoor            | INC     | Thiruvananthapuram        |

## Laccadive
| Nome                          | Partito | Circoscrizione elettorale |
| ----------------------------- | ------- | ------------------------- |
| Muhammed Hamdulla A.B. Sayeed | INC     | Lakshadweep               |

## Madhya Pradesh
| Nome                           | Partito | Circoscrizione elettorale |
| ------------------------------ | ------- | ------------------------- |
| Narendra Singh Tomar           | BJP     | Morena                    |
| Ashok Argal                    | BJP     | Bhind                     |
| Yashodhara Raje Scindia        | BJP     | Gwalior                   |
| Jyotiraditya Madhavrao Scindia | INC     | Guna                      |
| Bhupendra Singh                | BJP     | Sagar                     |
| Virendra Kumar                 | BJP     | Tikamgarh                 |
| Shivraj Singh Lodhi            | BJP     | Damoh                     |
| Jeetendra Singh Bundela        | BJP     | Khajuraho                 |
| Ganesh Singh                   | BJP     | Satna                     |
| Deoraj Singh Patel             | BSP     | Rewa                      |
| Govind Prasad Mishra           | BJP     | Sidhi                     |
| Rajesh Nandini Singh           | INC     | Shahdol                   |
| Rakesh Singh                   | BJP     | Jabalpur                  |
| Basori Singh Masram            | INC     | Mandla                    |
| K. D. Deshmukh                 | BJP     | Balaghat                  |
| Kamal Nath                     | INC     | Chhindwara                |
| Uday Pratap Singh              | INC     | Hoshangabad               |
| Sushma Swaraj                  | BJP     | Vidisha                   |
| Kailash Joshi                  | BJP     | Bhopal                    |
| Narayansingh Amlabe            | INC     | Rajgarh                   |
| Sajjan Singh Verma             | INC     | Dewas                     |
| Premchand Guddu                | INC     | Ujjain                    |
| Meenakshi Natrajan             | INC     | Mandsour                  |
| Kantilal Bhuria                | INC     | Ratlam                    |
| Gajendra Singh Rajukhedi       | INC     | Dhar                      |
| Sumitra Mahajan                | BJP     | Indore                    |
| Makansingh Solanki             | BJP     | Khargone                  |
| Arun Subhashchandra Yadav      | INC     | Khandwa                   |
| Jyoti Dhurve                   | BJP     | Betul                     |

## Maharashtra
| Nome                                              | Partito      | Circoscrizione elettorale |
| ------------------------------------------------- | ------------ | ------------------------- |
| Manikrao Hodlya Gavit                             | INC          | Nandurbar                 |
| Sonawane Pratap Narayanrao                        | BJP          | Dhule                     |
| A. T. Nana Patil                                  | BJP          | Jalgaon                   |
| Haribhau Madhav Jawale                            | BJP          | Raver                     |
| Jadhav Prataprao Ganpatrao                        | SS           | Buldhana                  |
| Sanjay Shamrao Dhotre                             | BJP          | Akola                     |
| Anandrao Vithoba Adsul                            | SS           | Amravati                  |
| Datta Meghe                                       | INC          | Wardha                    |
| Mukul Balkrishna Wasnik                           | INC          | Ramtek                    |
| Vilasrao Baburaoji Muttemwar                      | INC          | Nagpur                    |
| Praful Manoharbhai Patel                          | NCP          | Bhandara-Gondiya          |
| Kowase Marotrao Sainuji                           | INC          | Gadchiroli-Chimur         |
| Hansaraj Gangaram Ahir                            | BJP          | Chandrapur                |
| Bhavana Gawali Patil                              | SS           | Yavatmal-Washim           |
| Subhash Bapurao Wankhede                          | SS           | Hingoli                   |
| Khatgaonkar Patil Bhaskarrao Bapurao              | INC          | Nanded                    |
| Dudhgaonkar Ganeshrao Nagorao                     | SS           | Parbhani                  |
| Raosaheb Dadarao Danve                            | BJP          | Jalna                     |
| Chandrakant Khaire                                | SS           | Aurangabad                |
| Harishchandra Deoram Chavan                       | BJP          | Dindori                   |
| Sameer Bhujbal                                    | NCP          | Nashik                    |
| Jadhav Baliram Sukur                              | BVA          | Palghar                   |
| Taware Suresh Kashinath                           | INC          | Bhiwandi                  |
| Anand Prakash Paranjape                           | SS           | Kalyan                    |
| Sanjeev Ganesh Naik                               | NCP          | Thane                     |
| Sanjay Brijkishorlal Nirupam                      | INC          | Mumbai North              |
| Gurudas Vasant Kamat                              | INC          | Mumbai North West         |
| Sanjay Dina Patil                                 | NCP          | Mumbai North East         |
| Priya Sunil Dutt                                  | INC          | Mumbai North Central      |
| Eknath Mahadeo Gaikwad                            | INC          | Mumbai South Central      |
| Milind Murli Deora                                | INC          | Mumbai South              |
| Anant Geete                                       | SS           | Raigad                    |
| Babar Gajanan Dharmshi                            | SS           | Maval                     |
| Suresh Kalmadi                                    | INC          | Pune                      |
| Supriya Sule                                      | NCP          | Baramati                  |
| Shivaji Dattatray Adhalrao                        | SS           | Shirur                    |
| Dilipkumar Mansukhlal Gandhi                      | BJP          | Ahmadnagar                |
| Wakchaure Bhausaheb Rajaram                       | SS           | Shirdi                    |
| Munde Gopinathrao Pandurang                       | BJP          | Beed                      |
| Patil Padamsinha Bajirao                          | NCP          | Osmanabad                 |
| Awale Jaywant Gangaram                            | INC          | Latur                     |
| Sushilkumar Sambhajirao Shinde                    | INC          | Solapur                   |
| Sharadchandra Govindrao Pawar                     | NCP          | Madha                     |
| Pratik Prakashbapu Patil                          | INC          | Sangli                    |
| Shrimant Chh. Udyanraje Pratapsinhmaharaj Bhonsle | NCP          | Satara                    |
| Nilesh Narayan Rane                               | INC          | Ratnagiri-Sindhudurg      |
| Sadashivrao Dadoba Mandlik                        | Indipendente | Kolhapur                  |
| Shetti Raju                                       | SWP          | Hatkanangle               |

## Manipur
| Nome            | Partito | Circoscrizione elettorale |
| --------------- | ------- | ------------------------- |
| Thokchom Meinya | INC     | Inner Manipur             |
| Thangso Baite   | INC     | Outer Manipur             |

## Meghalaya
| Nome             | Partito | Circoscrizione elettorale |
| ---------------- | ------- | ------------------------- |
| Vincent H. Pala  | INC     | Shillong                  |
| Agatha K. Sangma | NCP     | Tura                      |

## Mizoram
| Nome        | Partito | Circoscrizione elettorale |
| ----------- | ------- | ------------------------- |
| C. L. Ruala | INC     | Mizoram                   |

## Nagaland
| Nome        | Partito | Circoscrizione elettorale |
| ----------- | ------- | ------------------------- |
| C. M. Chang | NPF     | Nagaland                  |

## Orissa
| Nome                          | Partito | Circoscrizione elettorale |
| ----------------------------- | ------- | ------------------------- |
| Sanjay Bhoi                   | INC     | Bargarh                   |
| Hemanand Biswal               | INC     | Sundargarh                |
| Amarnath Pradhan              | INC     | Sambalpur                 |
| Yashbant Narayan Singh Laguri | BJD     | Keonjhar                  |
| Laxman Tudu                   | BJD     | Mayurbhanj                |
| Srikant Kumar Jena            | INC     | Balasore                  |
| Arjun Charan Sethi            | BJD     | Bhadrak                   |
| Mohan Jena                    | BJD     | Jajpur                    |
| Tathagata Satpathy            | BJD     | Dhenkanal                 |
| Kalikesh Narayan Singh Deo    | BJD     | Bolangir                  |
| Bhakta Charan Das             | INC     | Kalahandi                 |
| Pradeep Kumar Majhi           | INC     | Nabarangpur               |
| Rudramadhab Ray               | BJD     | Kandhamal                 |
| Bhartruhari Mahtab            | BJD     | Cuttack                   |
| Baijayant Panda               | BJD     | Kendrapara                |
| Bibhu Prasad Tarai            | CPI     | Jagatsinghpur             |
| Pinaki Misra                  | BJD     | Puri                      |
| Prasanna Kumar Patasani       | BJD     | Bhubaneswar               |
| Nityananda Pradhan            | BJD     | Aska                      |
| Sidhant Mohapatra             | BJD     | Berhampur                 |
| Jayaram Pangi                 | BJD     | Koraput                   |

## Pondicherry
| Nome         | Partito | Circoscrizione elettorale |
| ------------ | ------- | ------------------------- |
| Narayanasamy | INC     | Puducherry                |

## Punjab
| Nome                  | Partito | Circoscrizione elettorale |
| --------------------- | ------- | ------------------------- |
| Partap Singh Bajwa    | INC     | Gurdaspur                 |
| Navjot Singh Sidhu    | BJP     | Amritsar                  |
| Rattan Singh Ajnala   | SAD     | Khadoor Sahib             |
| Mohinder Singh Kaypee | INC     | Jalandhar                 |
| Santosh Chowdhary     | INC     | Hoshiarpur                |
| Ravneet Singh         | INC     | Anandpur Sahib            |
| Manish Tewari         | INC     | Ludhiana                  |
| Sukhdev Singh         | INC     | Fatehgarh Sahib           |
| Paramjit Kaur Gulshan | SAD     | Faridkot                  |
| Sher Singh Ghubaya    | SAD     | Ferozpur                  |
| Harsimrat Kaur Badal  | SAD     | Bathinda                  |
| Vijay Inder Singla    | INC     | Sangrur                   |
| Preneet Kaur          | INC     | Patiala                   |

## Rajasthan
| Nome                 | Partito      | Circoscrizione elettorale |
| -------------------- | ------------ | ------------------------- |
| Bharat Ram Meghwal   | INC          | Ganganagar                |
| Arjun Ram Meghwal    | BJP          | Bikaner                   |
| Ram Singh Kaswan     | BJP          | Churu                     |
| Sheesh Ram Ola       | INC          | Jhunjhunu                 |
| Mahadev Singh        | INC          | Sikar                     |
| Lal Chand Kataria    | INC          | Jaipur Rural              |
| Mahesh Joshi         | INC          | Jaipur                    |
| Jitendra Singh       | INC          | Alwar                     |
| Ratan Singh          | INC          | Bharatpur                 |
| Khiladi Lal Bairwa   | INC          | Karauli-Dholpur           |
| Kirodi Lal           | Indipendente | Dausa                     |
| Namo Narain Meena    | Madhopur     | Tonk-Sawai Madhopur       |
| Sachin Pilot         | INC          | Ajmer                     |
| Jyoti Mirdha         | INC          | Nagaur                    |
| Badri Ram Jakhar     | INC          | Pali                      |
| Chandresh Kumari     | INC          | Jodhpur                   |
| Harish Choudhary     | INC          | Barmer                    |
| Devji Patel          | BJP          | Jalore                    |
| Raghuvir Singh Meena | INC          | Udaipur                   |
| Tarachand Bhagora    | INC          | Banswara                  |
| Girija Vyas          | INC          | Chittorgarh               |
| Gopal Singh          | INC          | Rajsamand                 |
| C. P. Joshi          | INC          | Bhilwara                  |
| Ijyaraj Singh        | INC          | Kota                      |
| Dushyant Singh       | BJP          | Jhalawar-Baran            |

## Sikkim
| Nome         | Partito | Circoscrizione elettorale |
| ------------ | ------- | ------------------------- |
| Prem Das Rai | SDF     | Sikkim                    |

## Tamil Nadu
| Nome                          | Partito | Circoscrizione elettorale |
| ----------------------------- | ------- | ------------------------- |
| P. Venugopal                  | AIADMK  | Thiruvallur               |
| T.K.S. Elangovan              | DMK     | Chennai North             |
| C. Rajendran                  | AIADMK  | Chennai South             |
| Dayanidhi Maran               | DMK     | Chennai Central           |
| Thalikkottai Rajuthevar Baalu | DMK     | Sriperumbudur             |
| P. Viswanathan                | INC     | Kancheepuram              |
| Jagathrakshakan               | DMK     | Arakkonam                 |
| Abdulrahman                   | DMK     | Vellore                   |
| E. G. Sugavanam               | DMK     | Krishnagiri               |
| R. Thamaraiselvan             | DMK     | Dharmapuri                |
| Danapal Venugopal             | DMK     | Tiruvannamalai            |
| M. Krishnaswamy               | INC     | Arani                     |
| M. Anandan                    | AIADMK  | Viluppuram                |
| Adhi Sankar                   | DMK     | Kallakurichi              |
| S. Semmalai                   | AIADMK  | Salem                     |
| S. Gandhiselvan               | DMK     | Namakkal                  |
| A. Ganeshamurthi              | DMK     | Erode                     |
| C. Sivasami                   | AIADMK  | Tiruppur                  |
| Andimuthu Raja                | DMK     | Nilgiris                  |
| P. R. Natarajan               | CPI(M)  | Coimbatore                |
| K. Sugumar                    | AIADMK  | Pollachi                  |
| N. S. V. Chitthan             | INC     | Dindigul                  |
| M. Tambidurai                 | AIADMK  | Karur                     |
| P. Kumar                      | AIADMK  | Tiruchirappalli           |
| D. Napoleon                   | DMK     | Perambalur                |
| S. Alagiri                    | INC     | Cuddalore                 |
| Thirumaavalavan Thol          | VCK     | Chidambaram               |
| O. S. Manian                  | AIADMK  | Mayiladuthurai            |
| A. K. S. Vijayan              | DMK     | Nagapattinam              |
| S. S. Palanimanickam          | DMK     | Thanjavur                 |
| Palaniappan Chidambaram       | INC     | Sivaganga                 |
| M. K. Alagiri                 | DMK     | Madurai                   |
| J. M. Aaron Rashid            | INC     | Theni                     |
| Manicka Tagore                | INC     | Virudhunagar              |
| J. K. Ritheesh                | DMK     | Ramanathapuram            |
| S. R. Jeyadurai               | DMK     | Thoothukkudi              |
| P. Lingam                     | CPI     | Tenkasi                   |
| S. Ramasubbu                  | INC     | Tirunelveli               |
| Helen Davidson J.             | DMK     | Kanniyakumari             |

## Tripura
| Nome           | Partito | Circoscrizione elettorale |
| -------------- | ------- | ------------------------- |
| Khagen Das     | CPI(M)  | Tripura West              |
| Baju Ban Riyan | CPI(M)  | Tripura East              |

## Uttarakhand
| Nome             | Partito | Circoscrizione elettorale |
| ---------------- | ------- | ------------------------- |
| Vijay Bahuguna   | INC     | Tehri Garhwal             |
| Satpal Maharaj   | INC     | Garhwal                   |
| Pradeep Tamta    | INC     | Almora                    |
| K. C. Singh Baba | INC     | Nainital-Udhamsingh Nagar |
| Harish Rawat     | INC     | Hardwar                   |

## Uttar Pradesh
| Nome                               | Partito      | Circoscrizione elettorale |
| ---------------------------------- | ------------ | ------------------------- |
| Jagdish Singh Rana                 | BSP          | Saharanpur                |
| Tabassum Hassan                    | BSP          | Kairana                   |
| Kadir Rana                         | BSP          | Muzaffarnagar             |
| Sanjay Singh Chauhan               | RLD          | Bijnor                    |
| Yashvir Singh                      | SP           | Nagina                    |
| Mohammed Azharuddin                | INC          | Moradabad                 |
| Jaya Prada Nahata                  | SP           | Rampur                    |
| Shafiqur Rahman Barq               | BSP          | Sambhal                   |
| Devendra Nagpal                    | RLD          | Amroha                    |
| Rajendra Agarwal                   | BJP          | Meerut                    |
| Ajit Singh                         | RLD          | Baghpat                   |
| Rajnath Singh                      | BJP          | Ghaziabad                 |
| Surendra Singh Nagar               | BSP          | Gautam Buddh Nagar        |
| Kamlesh                            | SP           | Bulandshahr               |
| Raj Kumari Chauhan                 | BSP          | Aligarh                   |
| Sarika Singh                       | RLD          | Hathras                   |
| Jayant Chaudhary                   | RLD          | Mathura                   |
| Ramshankar                         | BJP          | Agra                      |
| Seema Upadhyay                     | BSP          | Fatehpur Sikri            |
| Akhilesh Yadav                     | SP           | Firozabad                 |
| Mulayam Singh Yadav                | SP           | Mainpuri                  |
| Kalyan Singh                       | Indipendente | Etah                      |
| Dharmendra Yadav                   | SP           | Badaun                    |
| Maneka Gandhi                      | BJP          | Aonla                     |
| Praveen Singh Aron                 | INC          | Bareilly                  |
| Feroze Varun Gandhi                | BJP          | Pilibhit                  |
| Mithlesh                           | SP           | Shahjahanpur              |
| Zafar Ali Naqvi                    | INC          | Kheri                     |
| Kunwar Jitin Prasad                | INC          | Dhaurahra                 |
| Kaisar Jahan                       | BSP          | Sitapur                   |
| Usha Verma                         | SP           | Hardoi                    |
| Ashok Kumar Rawat                  | BSP          | Misrikh                   |
| Annu Tandon                        | INC          | Unnao                     |
| Sushila Saroj                      | SP           | Mohanlalganj              |
| Lal Ji Tandon                      | BJP          | Lucknow                   |
| Sonia Gandhi                       | INC          | Rae Bareli                |
| Rahul Gandhi                       | INC          | Amethi                    |
| Sanjay Singh                       | INC          | Sultanpur                 |
| Rajkumari Ratna Singh              | INC          | Pratapgarh                |
| Salman Khursheed                   | INC          | Farrukhabad               |
| Premdas                            | SP           | Etawah                    |
| Akhilesh Yadav                     | SP           | Kannauj                   |
| Sri Prakash Jaiswal                | INC          | Kanpur                    |
| Rajaram Pal                        | INC          | Akbarpur                  |
| Ghansyam Anuragi                   | SP           | Jalaun                    |
| Pradeep Kumar Jain Aditya          | INC          | Jhansi                    |
| Vijay Bahadur Singh                | BSP          | Hamirpur                  |
| R. K. Singh Patel                  | SP           | Banda                     |
| Rakesh Sachan                      | SP           | Fatehpur                  |
| Shailendra Kumar                   | SP           | Kaushambi                 |
| Kapil Muni Karwariya               | BSP          | Phulpur                   |
| Kunwar Rewati Raman Singh          | SP           | Allahabad                 |
| P. L. Punia                        | INC          | Barabanki                 |
| Nirmal Khatri                      | INC          | Faizabad                  |
| Rakesh Pandey                      | BSP          | Ambedkar Nagar            |
| Kamal Kishor                       | INC          | Bahraich                  |
| Brijbhushan Sharan Singh           | SP           | Kaiserganj                |
| Vinay Kumar                        | INC          | Shrawasti                 |
| Beni Prasad Verma                  | INC          | Gonda                     |
| Jagdambika Pal                     | INC          | Domariyaganj              |
| Arvind Kumar Chaudhary             | BSP          | Basti                     |
| Bhisma Shankar                     | BSP          | Sant Kabir Nagar          |
| Harsh Vardhan                      | INC          | Maharajganj               |
| Adityanath                         | BJP          | Gorakhpur                 |
| Ku. Ratanjeet Pratap Narayan Singh | INC          | Kushi Nagar               |
| Gorakh Prasad Jaiswal              | BSP          | Deoria                    |
| Kamlesh Paswan                     | BJP          | Bansgaon                  |
| Baliram                            | BSP          | Lalganj                   |
| Ramakant Yadav                     | BJP          | Azamgarh                  |
| Dara Singh Chauhan                 | BSP          | Ghosi                     |
| Ramashankar Rajbhar                | BSP          | Salempur                  |
| Neeraj Shekhar                     | SP           | Ballia                    |
| Dhananjay Singh                    | BSP          | Jaunpur                   |
| Tufani Saroj                       | SP           | Machhlishahr              |
| Radhey Mohan Singh                 | SP           | Ghazipur                  |
| Murli Manohar Joshi                | BJP          | Varanasi                  |
| Gorakhnath                         | BSP          | Bhadohi                   |
| Bal Kumar Patel                    | SP           | Mirzapur                  |
| Pakauri Lal                        | SP           | Robertsganj               |
| Ramkishun                          | SP           | Chandauli                 |